# Episodi di Fairy Tail (seconda stagione)
La seconda stagione di Fairy Tail, serie televisiva anime prodotta da A-1 Pictures, Satelight e TV Tokyo, diretta da Shinji Ishihira e tratta dall'omonimo manga di Hiro Mashima, raggruppa gli episodi dal 49 al 72, corrispondenti ai capitoli dal 129 al 165 del manga. Essi mostrano la battaglia di Fairy Tail insieme ad altre gilde della luce contro la gilda oscura Oracion Seis, e l'unione alla gilda di Wendy Marvel.
Gli episodi sono stati trasmessi in Giappone su TV Tokyo tra dall'11 ottobre 2010 al 28 marzo 2011 a cadenza settimanale ogni sabato. In Italia la stagione è andata in onda su Rai 4 dal 16 marzo al 18 aprile 2016.
La stagione utilizza due sigle di apertura, Egao no mahō dei Magic Party (episodi 49-60) e Fiesta dei +Plus (episodi 61-72), e due sigle di chiusura, HOLY SHINE di Daisy x Daisy (episodi 49-60) e -Be as One- dei w-inds (episodi 61-72). La sigla di apertura e di chiusura italiane sono rispettivamente: Non dirmi addio dei Raggi Fotonici (episodi 49-72) e Quotidianamente stregata da te dei Raggi Fotonici (episodi 49-72).

## Lista episodi
| Nº | Titolo italiano Giapponese 「Kanji」 - Rōmaji | In onda          | In onda        |
| Nº | Titolo italiano Giapponese 「Kanji」 - Rōmaji | Giapponese       | Italiano       |
| 49 | Un incontro voluto dal destino 「運命の出会いの日」 - Unmei no Deai no Hi | 11 ottobre 2010  | 16 marzo 2016  |
| 49 | È trascorsa una settimana dal Festival del raccolto e dalla parata Phantasia e tutto a Magnolia è tornato alla normalità. Lucy, che non ha mai avuto un fidanzato, crede di avere fatto un incontro predestinato con un reporter in seguito ad una predizione di Kana. Tuttavia, Lucy preferisce una missione con i propri amici ad un appuntamento e associa poi il suo incontro del destino ad una ragazza misteriosa dai capelli blu che incontrano mentre va in missione, chiedendosi poi chi possa essere. |                  |                |
| 50 | Incarico speciale - Attenta al ragazzo che ti piace 「特別依頼。気になる彼に注意せよ!」 - Tokubetsu Irai - Kini Naru Kare ni Chūi Seyo! | 18 ottobre 2010  | 17 marzo 2016  |
| 50 | Lluvia acquista una pozione d'amore per conquistare il suo amato Gray, ma questa viene bevuta accidentalmente da molti altri membri della gilda. Intanto Lucy è alle prese con dubbi di genere sentimentale, chiedendosi se Natsu sia innamorato di lei oppure sia soltanto una sua fantasia. |                  |                |
| 51 | Love e Lucky 「LOVE ＆ LUCKY」 - LOVE ＆ LUCKY | 25 ottobre 2010  | 18 marzo 2016  |
| 51 | Lucy si trova faccia a faccia con suo padre, intento a seguirla di nascosto. Le rivela che l'intero patrimonio familiare è andato perduto e che ora è intenzionato ad andare ad Acalypha per iniziare una nuova vita. Per farlo, chiede a Lucy una somma di denaro in prestito, ma la maga rifiuta affermando di essere ancora arrabbiata con lui e che non le importava nulla. In seguito, Lucy sente da Macao Convolto e Wakaba Mine che la città di Alcalypha è sotto attacco da parte della gilda oscura Naked Mummy e decide di recarsi là per salvare il padre. |                  |                |
| 52 | Oracion Seis 「連合軍, 集結!」 - Rengōgun, shūketsu | 1º novembre 2010 | 21 marzo 2016  |
| 52 | Makarov e i master delle gilde Blue Pegasus, Lamia Scale e Cat Shelter hanno deciso di formare un'alleanza per sconfiggere la gilda oscura Oracion Seis, intenzionata a utilizzare la magia Nirvana per poter riempire il mondo di malvagità. Il team Natsu per Fairy Tail, i Trimens per Blue Pegasus e il gruppo formato da Leon Bastia, Sherry Brendy e Jura Neekis per Lamia Scale si riuniscono per attuare l'attacco. A raggiungerli per Cat Shelter è poi una sola maga, una ragazzina di nome Wendy Marvel, affiancata da una piccola gatta, Charle. |                  |                |
| 53 | Arriva Oracion Seis 「六魔将軍現る」 - Orashion Seisu arawaru | 8 novembre 2010  | 22 marzo 2016  |
| 53 | Le forze alleate della luce giungono nella zona dove sono situati i membri di Oración Seis, con la speranza che nave magica d'assalto di Blue Pegasus, Christina, possa aiutarli nell'intento di sgominarli con successo. Tuttavia, l'infiltrazione della nemica Angel grazie al potere dello spirito Gemini fa sì che intercettino i loro piani. Dopo che il Christina viene abbattuto, Oracion Seis appare al completo davanti ai maghi della luce. |                  |                |
| 54 | La sacerdotessa del firmamento 「天空の巫女」 - Tenkū no miko | 15 novembre 2010 | 23 marzo 2016  |
| 54 | Con il rapimento di Wendy, la Dragon Slayer del cielo e la sola capace di soccorrere nel gruppo una Elsa rimasta avvelenata dall'attacco nemico, le forze della luce vengono sconfitte e forzate a riorganizzarsi per riprendersi Wendy. Brain intanto è intenzionato a sfruttare le capacità della Dragon Slayer per risvegliare un uomo di nome Gerard Fernandes. |                  |                |
| 55 | La ragazza e il fantasma 「少女と亡霊」 - Shōjo to bōrei | 22 novembre 2010 | 24 marzo 2016  |
| 55 | L'alleanza della luce sconfigge le gilde oscure minori affiliate ad Oracion Seis comparse sul campo di battaglia per ostacolarla. Il gruppo di Natsu riesce a soccorrere con successo Wendy, la quale ha però risvegliato Gerard. Nel frattempo, Gray Fullbuster è rimasto indietro a battersi con un membro di Oracion, Racer. |                  |                |
| 56 | Gran premio della morte 「デッドGP」 - DEDDO GURAN PURI | 29 novembre 2010 | 25 marzo 2016  |
| 56 | Natsu raggiunge Elsa insieme a Wendy per poterla curare dal veleno, per poi venir contattati da Hibiki. Gray, Leon e Sherry affrontano insieme Racer, che riescono a sconfiggere insieme dopo una dura battaglia grazie al gioco di squadra. Tuttavia, Leon cade giù da un precipizio insieme a Racer, mentre Brain risveglia Midnight. |                  |                |
| 57 | Tenebre 「闇」 - Yami | 6 dicembre 2010  | 28 marzo 2016  |
| 57 | Elsa viene curata, i nemici riescono a localizzare Nirvana e Midnight comincia la sua caccia sul campo di battaglia. L'attivazione di Nirvana causa la caduta dell'animo di Sherry nell'oscurità, portandola ad attaccare Gray ritenendolo responsabile della caduta di Leon. Al contrario, il membro di Oracion Seis Hot Eye si schiera con le forze alleate. |                  |                |
| 58 | La battaglia degli Spiriti Stellari 「星霊合戦」 - Seirei Gassen | 13 dicembre 2010 | 29 marzo 2016  |
| 58 | Lucy e i suoi compagni incontrano lo spirito stellare Gemini e la maga che possiede la sua chiave, Angel. Con il resto degli alleati impossibilitati ad aiutarli, Lucy ingaggia una battaglia contro Angel con l'aiuto dei propri spiriti stellari. Nonostante una superiorità iniziale di Angel per il suo uso degli spiriti come oggetti, l'affetto di Lucy verso gli Spiriti Stellari colpiscono quelli dell'avversaria e Hibiki assiste Lucy aumentando la sua potenza magica. |                  |                |
| 59 | In bilico tra il bene e il male 「追憶のジェラール」 - Tsuioku no Jerāru | 20 dicembre 2010 | 30 marzo 2016  |
| 59 | Lucy riesce a sconfiggere Angel. Più tardi, Ren Akatsuki di Blue Pegasus viene battuto Midnight, l'oscurità lascia il cuore di Sherry dopo aver scoperto che Leon è sopravvissuto alla caduta ed Elsa incontra di nuovo Gerard dopo essersi affrontati sulla Torre del Paradiso. Stranamente però, Gerard sembra non conservare alcun ricordo riguardo al suo passato, ad eccezione della parola "Elsa". Dopo che Elsa gli racconta ciò che gli è accaduto in passato, attiva un incantesimo di autodistruzione su di sé e Nirvana, ritenendo di poter ripagare così le proprie colpe commesse. |                  |                |
| 60 | Il risveglio di Nirvana 「破滅の行進」 - Hametsu no Kōshin | 27 dicembre 2010 | 31 marzo 2016  |
| 60 | Il tentativo di Gerard di distruggere Nirvana viene ostacolato da Brain, portando a compimento il risveglio della magia. La vera forma di Nirvana si rivela essere quella di una città antica mossa da sei gigantesche braccia. Brain muove Nirvana verso il suo primo obiettivo, ovvero la sede della gilda Cat Shelter. Natsu sopraggiunge per sconfiggere Brain, ma viene fermato da Cobra, altro membro degli Oracion Seis. |                  |                |
| 61 | Battaglia aerea! Natsu contro Cobra 「超空中戦!! ナツvs．コブラ」 - Chōkūchūsen!! Natsu vs. Kobura | 10 gennaio 2011  | 1º aprile 2016 |
| 61 | Natsu continua a combattere contro Cobra ma quest'ultimo grazie ai suoi poteri riesce a sentire i pensieri di Natsu e Happy, inoltre sa che Natsu non può combattere su un mezzo in movimento. Intanto, Gray e Lucy incontrano Jura e Hoteye scoprendo che quest'ultimo è sotto l'effetto di Nirvana ed è diventato un loro alleato e spiega che la città è stata 400 anni prima la capitale del popolo Nirvit e Nirvana era conosciuta con il nome di Città Paradiso. Poco dopo vengono trovati da Midnight che li attacca ma vengono protetti da Hoteye che decide di combattere contro il suo ex compagno e suggerisce ai ragazzi di raggiungere Brain. Lo scontro tra Natsu e Cobra continua ma quest'ultimo ha la meglio grazie alla sua abilità. Durante lo scontro, Cobra rivela di essere il Dragon Slayer del veleno e di appartenere alla nuova generazione come Luxus, grazie a una Lacrima di drago in corpo, infatti divora una nuvola venefica rilasciata dal serpente. Natsu grazie ad uno stratagemma fa un ruggito assordante paragonato a quello di un drago e stordisce Cobra facendolo cadere al suolo privo di sensi. |                  |                |
| 62 | Jura dei Dieci Maghi Sacri 「聖十のジュラ」 - Seiten no Jura | 17 gennaio 2011  | 4 aprile 2016  |
| 62 | Natsu e Happy cadono al suolo a causa del veleno di Cobra, quest'ultimo si rialza per finirli, ma viene colpito alle spalle da Brain che gli dice che non gli serve più e che lo considera debole. Cobra recita la sua preghiera: quando era alla Torre del Paradiso voleva sentire la voce del suo unico amico, il cobra Cubellios e cade a terra sconfitto. Brain trascina Natsu ma viene trovato da Gray, Lucy e Jura. Brain rivela che è affascinato dal potere di Natsu e vuole farlo diventare un suo nuovo adepto (cosa che solo Gray non trova strana) e dice che Nirvana si sta dirigendo verso la gilda Cait Shelter. Jura inizia a combattere contro Brain e lo sconfigge dimostrando la sua potenza di mago sacro, Brain recita la sua preghiera: lui non deve tornare. Intanto, Hoteye continua a combattere contro Midnight e sembra avere la meglio ma di colpo,la situazione si ribalta, Hoteye recita la sua preghiera: voleva incontrare ancora una volta suo fratello. Gray, Lucy e Jura vengono trovati da Wendy e Charle che cura Natsu e Happy e annulla temporaneamente la debolezza del ragazzo sui mezzi e scoprono che Nirvana continua a muoversi nonostante Brain sia stato sconfitto. |                  |                |
| 63 | Parole che infondono coraggio 「君の言葉こそ・・・・」 - Kimi no Kotoba koso.... | 24 gennaio 2011  | 5 aprile 2016  |
| 63 | Wendy insieme a Charle si mette alla ricerca di Gerard perché pensa che sappia come fermare Nirvana, intanto Natsu, Gray, Lucy e Jura vengono ingannati da Brain spacciatosi per Hoteye e li porta ad una trappola esplosiva. Jura protegge i ragazzi ma è ferito a causa della trappola e sviene. Intanto, Midnight trova Elsa e Gerard ed inizia a combattere contro questi ultimi. Midnight sconfigge facilmente Gerard e ferisce Elsa. Natsu, Gray e Lucy di colpo vedono il bastone di Brain parlare e quest'ultimo rivela di essere il settimo membro degli Oracion Seis e si chiama Klodoa. Quest'ultimo rivela che vogliono distruggere Cait Shelter perché i membri della gilda sono i discendente della tribù Nirvit che ha creato e sigillato Nirvana. Lo scontro tra Midnight ed Elsa continua e il mago oscuro rivela che la sua magia riflette le altre magie e attacchi così egli non può essere colpito. |                  |                |
| 64 | Il ritorno di Zero 「ゼロ」 - Zero | 31 gennaio 2011  | 6 aprile 2016  |
| 64 | Elsa continua a combattere contro Midnight e riesce a colpirlo sbalordendo Gerard e Midnight. La rossa rivela di aver scoperto due punti deboli nella sua magia: può deviare la magia e gli oggetti, ma non le persone e funziona in un'area delimitata da Midnight. Quest'ultimo decide di utilizzare una magia illusoria per confondere Elsa, quest'ultima scopre che tutti i membri di Oracion Seis tranne Brain sono stati schiavi alla Torre del Paradiso, ma con il suo occhio di vetro si libera dall'illusione e sconfigge Midnight. Quest'ultimo recita la sua preghiera: dormire in un posto tranquillo. In quel momento, Klodoa si rende conto che tutti i membri di Oracion Seis sono stati sconfitti e rivela che Brain ha una doppia personalità chiamata Zero che ama la distruzione ed è il Master degli Oracion Seis. I sei membri di Oracion Seis erano le chiavi per sigillarlo ma visto che sono stati tutti sconfitti ora si risveglierà. Zero appare e sconfigge facilmente i tre maghi. Wendy e Charle raggiungono Elsa e Gerard, ma quest'ultimo non sa come fermare Nirvana dato che Brain ha distrutto i comandi. Intanto, Nirvana raggiunge la gilda Cait Shelter e Klodoa è eccitato sapendo che i Nirvit moriranno e nessuno potrà fermarli ma Zero dice che è inutile e lo distrugge, per prepararsi a colpire la gilda. |                  |                |
| 65 | Pegasus chiama fatine 「天馬から妖精たちへ」 - Tenma Kara Yōsei-tachi e | 7 febbraio 2011  | 7 aprile 2016  |
| 65 | Nirvana è pronta a colpire Cait Shelter, ma il colpo viene deviato dall'aeronave Cristina, i restanti maghi di Lamia Scale e Blue Pegausus sono riusciti a farla temporaneamente volare. Hibiki avverte con la telepatia come fermare Nirvana: distruggere contemporaneamente le sei Lachrima negli arti artificiali che la alimentano assorbendo energia dalla terra. Zero intercetta la telepatia e riferisce che si trova davanti ad una Lachrima. I maghi incoraggiano Natsu, Gray e Lucy a risvegliarsi, inoltre Ichiya è finito per sbaglio anche lui su Nirvana. Natsu, Gray, Lucy, Elsa, Ichiya e Gerard si dirigono alla Lachrima più vicina per distruggerla. Natsu si dirige alla prima perché ha sentito l'odore di Zero e infatti una volta arrivato incontra quest'ultimo. Gerard appena sente il nome di Natsu comincia ad avere dei strani ricordi. Natsu inizia a combattere contro Zero e ad un certo punto viene colpito da Gerard a cui è tornata la memoria. |                  |                |
| 66 | Il potere dei sentimenti 「想いの力」 - Omoi no Chikara | 14 febbraio 2011 | 8 aprile 2016  |
| 66 | Gerard spiega che la sua memoria non è tornata, ma si ricorda di Natsu e del suo immenso potere. Gerard chiede scusa a Natsu per quello che ha fatto e gli offre il suo aiuto, ma quest'ultimo lo rifiuta. Zero decide di attaccare Natsu ma viene protetto da Gerard. Natsu commosso dal gesto accetta il suo aiuto e mangia la fiamma dorata che gli offre assumendo lo stadio di Dragon Force. La Dragon Force si rivela molto più potente di prima costringendo Zero a impegnarsi al massimo. Intanto tutti arrivano alla Lachrima da loro scelta, Wendy va alla sesta Lachrima dove doveva dirigersi Gerard e comincia a concentrarsi per risvegliare i suoi poteri. La battaglia tra Natsu e Zero è devastante ma quest'ultimo si rivela molto più forte del previsto e Natsu si trova in difficoltà. A meno di un minuto dal distruggere le Lachrima, tutti si preparano, Lucy viene aiutata da Gemini perché non ha più potere magico. Lo spirito stellare decide di aiutarla perché è rimasto commosso dai sentimenti nei loro confronti. |                  |                |
| 67 | Io sono qui per te 「私がついてる」 - Watashi ga Tsuiteru | 21 febbraio 2011 | 11 aprile 2016 |
| 67 | Zero utilizza il suo incantesimo più potente e imprigiona Natsu in una realtà dove non esiste niente. Natsu si dà per sconfitto ma nella sua mente ricorda i giorni insieme a Igneel il quale gli diceva che doveva trovare la forza per superare gli ostacoli e riesce a liberarsi e con un potentissimo colpo scaglia Zero contro la Lachrima distruggendola, in quel momento Gray, Elsa, Lucy, Ichiya e Wendy distruggono le Lachrima e di conseguenza Nirvana si ferma. Nirvana comincia a crollare e tutti scappano fuori, Wendy viene salvata da Jura che ha recuperato una buona parte delle sue forze, Gray, Elsa, Ichiya e Lucy riescono ad uscire da soli. Natsu e Gerard vengono salvati da Hoteye. Ma una volta al sicuro i ragazzi finsicono all'interno di alcune rune magiche simili a quelle di Fried e vengono circondati da cavalieri, il loro capo Lahar, si presenta come membro del nuovo Consiglio della Magia e che sono venuti ad arrestare gli Oracion Seis e Gerard. Hoteye decide di consegnarsi per scontare la pena per tutto il male che ha fatto, inoltre rivela che suo fratello si chiama Wally Buchanan. Elsa rivela che conosce suo fratello e che sta viaggiando per il continente, Hoteye scoppia a piangere di felicità e viene arrestato. |                  |                |
| 68 | Una gilda solo per te 「たった一人の為のギルド」 - Tatta Hitori no Tame no GIRUDO | 28 febbraio 2011 | 12 aprile 2016 |
| 68 | I maghi cercano di impedire l'arresto di Gerard ma anche lui si lascia arrestare ricordando che diede a Elsa il cognome Scarlett per via del rosso dei suoi capelli, la ragazza allontanatasi scoppia in lacrime. Il giorno dopo la vittoria Natsu e tutti gli altri si riposano a Cait Shelter. Prima di partire, il master li ringrazia per quello che hanno fatto e gli rivela che loro non sono i discendenti della tribù Nirvit, ma sono i Nirvit stessi e che a creare Nirvana è stato lui. Il master rivela che 400 anni fa per fermare le guerre creò Nirvana per scambiare luce e tenebre ma la magia divenne troppo potente e i Nirvit cominciarono a combattere tra di loro uccidendosi l'un l'altro finché non si estinsero. Il master rivela che anche lui morì ma rimase sulla terra sotto forma di spirito per espiare le sue colpe, egli decise che voleva vivere in solitudine ma rivelò che sette anni prima un ragazzo arrivò da lui con una bambina e gli chiese se poteva prendersi cura di lei, la bambina era Wendy. Il master appena sentì che Wendy voleva andare in una gilda le fece credere di esserne in una e creò con la magia illusoria Cait Shelter, infatti i vari membri non hanno mai saputo di essere illusioni. Finito il racconto, tutti i membri di Cait Shelter scompaiono compreso il master, contento che ora la bambina ha degli amici (infatti il marchio scompare). Elsa invita Wendy e Charle a Fairy Tail. |                  |                |
| 69 | Wendy la fatina 「竜の誘い」 - Ryū no Izanai | 7 marzo 2011     | 13 aprile 2016 |
| 69 | Natsu, Happy, Gray, Lucy, Elsa, Wendy e Charle tornano a Fairy Tail, Lucy ottiene tre nuove chiavi degli spiriti stellari: Aries, Scorpio e Gemini perché Angel è stata arrestata e il contratto con lei si è sciolto. Wendy e Charle vengono accolte da Fairy Tail e tutti rimangono stupiti scoprendo che lei è una Dragon Slayer. Makarov organizza una festa di benvenuto a Wendy e Charle. Una settimana dopo,mentre Wendy cerca il suo primo incarico, Gray avverte Natsu dicendo che ha sentito che una persona ha incontrato un drago. Intanto Elsa viene attaccata da uno strano individuo che utilizza la sua stessa magia. Natsu e Wendy decidono di andare a cercare quella persona ma Gajeel dice che la notizia è falsa e decide di non andare. Natsu e Wendy trovano la persona, una ragazza di nome Daphne che rivela che la notizia è falsa e inoltre imprigiona i due Dragon Slayer all'interno della sua casa. Poco dopo arriva Gray che sfida Natsu a duello. Intanto Elsa viene attacca da una strana creatura che riesce a mettere in fuga. |                  |                |
| 70 | Una trappola per Natsu 「ナツvs.グレイ!!」 - Natsu vs. Gurei!! | 14 marzo 2011    | 14 aprile 2016 |
| 70 | Natsu e Gray iniziano a combattere, alla fine, Natsu viene sconfitto e imprigionato in una stanza dove ad un certo punto comincia a ricordarsi che quando era bambino aveva trovato delle uova di drago. Elsa e Lucy si dirigono sul luogo indicato da Gray ma non trovano nulla perché la locanda è nascosta dalla magia di Daphne, di colpo, compare lo stesso tizio misterioso che ha attaccato Elsa ed inizia a combattere contro quest'ultima ma si scopre che in realtà è una bestia artificiale creata da Daphne in grado di copiare le tecniche altrui, che però riescono a sconfiggere. All'improvviso appare un enorme drago artificiale creato da Daphne che assorbe l'energia da Natsu: il Dragonoid. |                  |                |
| 71 | L'amicizia vincerà sulla morte 「友は屍（しかばね）を越えて」 - Tomo ha Shikabane wo Koete | 21 marzo 2011    | 15 aprile 2016 |
| 71 | Il Dragonoid con all'interno Natsu assorbe la sua energia e si dirige verso Magnolia. Intanto, Wakaba, Macao e Elfman giungono sul posto per prelevare Gray per ordine di Makarov. Elsa decide di salire sul Dragonoid per fermarlo, ma finisce per combattere con altre creature di Daphne. Lucy e Wendy si dirigono in città per farla evacuare. Wakaba, Macao e Elfman s'imbattono nelle creature di Daphne ed iniziano a combattere e dopo un duro scontro riescono a vincere. Intanto, Daphne rivela che in passato ha cercato di creare draghi nel suo paese natale, perché nessuno credette che aveva visto un drago e che quel paese ora si chiama la città senza suoni, Natsu dopo quelle parole si ricorda che da bambino ha visitato quel paese e ha fatto una promessa agli abitanti resi invisibili, sconfiggere chi gli aveva fatto questo, ovvero, Daphne. Il Dragonoid giunge in città e tutti iniziano a combattere. Gray viene portato da Makarov e gli spiega che solo Natsu può sconfiggere il Dragonoid. |                  |                |
| 72 | Tutti uniti per Natsu 「フェアリーテイルの魔導士」 - Fearī Teiru no Madōshi | 28 marzo 2011    | 18 aprile 2016 |
| 72 | Gray spiega a Makarov che ha voluto aiutare Daphne a catturare Natsu perché così facendo l'avrebbe sconfitta e mantenuto la promessa, Makarov decide di organizzare un piano: far arrabbiare Natsu, così facendo il Dragonoid si autodistruggerà. Tutti cominciano a prendere in giro Natsu per farlo arrabbiare e per scatenare tutta la sua forza, infatti il Dragonoid inizia a parlare e comportarsi come lui. Gajeel arrivato riesce a liberare Natsu ed ordina a tutti di lanciare attacchi magici di fuoco per fargli recuperare le forze. Natsu recupera le forze e sconfigge Daphne e il Dragonoid. |                  |                |

## Uscita

### Giappone
| Box Set       | Data            | Dischi | Episodi | Fonti |
| ------------- | --------------- | ------ | ------- | ----- |
| Fairy Tail 13 | 2 febbraio 2011 | 2      | 49-52   | [ 3 ] |
| Fairy Tail 14 | 2 marzo 2011    | 2      | 53-56   | [ 4 ] |
| Fairy Tail 15 | 27 aprile 2011  | 2      | 57-60   | [ 5 ] |
| Fairy Tail 16 | 3 maggio 2011   | 2      | 61-64   | [ 6 ] |
| Fairy Tail 17 | 1º giugno 2011  | 2      | 65-68   | [ 7 ] |
| Fairy Tail 18 | 6 luglio 2011   | 2      | 69-72   | [ 8 ] |